# Baloh (vinarstvo)
Vinarstvo in sadjarstvo Baloh se nahaja v vasi Dornberk, ki leži v spodnji Vipavski dolini, stisnjena pod rob kraške planote in obdana z reko Vipavo. 
Skozi zgodovino je bila kmetija, katere korenine segajo že v leto 1633, vedno odvisna od vinogradništva in sadjarstva. V 90. letih se je gospodar Ivan Šinigoj odločil posest povečati in se specializirati na področju pridelave vin in sadja. Kmetija iz pridelanega grozdja proizvede mnogo različnih vin, med drugim Zelen, laški rizling, Divinus ter rdeča vina kot sta merlot in barbera.